# معركة البصرة (2003)
معركة البصرة (بالإنجليزية: Battle of Basra) ، هي المعركة التي جرت بين الجيش العراقي وبين القوات البريطانية المدعومة أمريكياً وأسترالياً، وذلك في تاريخ 21 مارس من عام 2003م، حتى تاريخ 6 أبريل عام 2003م، والتي أنتهت باحتلال القوات البريطانية لمدينة البصرة.

## الخلفية
البصرة مدينة يبلغ عدد سكانها أكثر من مليون نسمة، تقع في جنوب العراق. ومن وجهة نظر المخططين العسكريين والاقتصاديين، تُعد هدفًا استراتيجيًا بسبب موقعها القريب من ميناء يوفر منفذًا من داخل العراق إلى الخليج العربي. تنتج المنطقة المحيطة بالبصرة جزءًا كبيرًا من نفط العراق، والذي يُعالَج في مصفاة محلية. إلى الجنوب الشرقي يقع حقل الرميلة النفطي، الذي يحتوي وحده على مليارات البراميل من النفط الخام—أي ما يعادل 14% من الاحتياطي العالمي. وإلى الشمال الشرقي يقع حقل غرب القرنة، ثاني أكبر حقل نفطي في العالم.
استولت بريطانيا على البصرة من الإمبراطورية العثمانية في عام 1914. وفي عام 1932، أصبحت العراق مستقلة اسمياً عن بريطانيا، وغادرت القوات البريطانية بعد ذلك بعدة سنوات. خلال الحرب العالمية الثانية، اندلعت الحرب الأنجلو-عراقية القصيرة في عام 1941، واستولت القوات البريطانية، دون مقاومة، على المدينة والمناطق المحيطة بها لتكون قاعدة للتقدم نحو بغداد، رغم أن الحرب انتهت قبل حدوث ذلك.
كانت المدينة هدفًا رئيسيًا خلال حرب إيران والعراق في الثمانينيات، كما قصفها الأمريكيون في حرب الخليج عام 1991.
شهدت البصرة انتفاضة ضد نظام صدام حسين بعد أن طردت الولايات المتحدة الجيش العراقي من الكويت. أصبح السكان مستاؤون عندما لم يتحقق الدعم الذي وعدت به الولايات المتحدة. وبعد ذلك عانت المدينة من سنوات من العقوبات والقصف، بالإضافة إلى سوء المعاملة من قبل النظام. قال عراقي يعيش في المنفى في عام 2001: "العراقيون يظنون أن صدام هو رجل أمريكا. هؤلاء الناس لن ينسوا ما حدث لهم. في نظرهم، هذه إبادة جماعية. والناس لا ينسون الإبادة."
شهدت البصرة في التسعينيات زيادة حادة في العيوب الخلقية وسرطان الأطفال؛ وقد أُرجعت هذه الأمراض وغيرها إلى ذخائر اليورانيوم المنضب الأمريكية التي استُخدمت عام 1991. وقد فاقمت العقوبات من المشكلة من خلال حجب المعدات الطبية وزيادة أسعار المستلزمات.
قامت الولايات المتحدة بقصف البصرة بشكل روتيني طوال التسعينيات وحتى قبيل غزو العراق في عام 2003.

## غزو العراق 2003
علم سكان البصرة بالغزو المرتقب في أواخر عام 2002 وبدؤوا بالتحضير للهجوم—من خلال تشكيل الميليشيات وبناء التحصينات.
استمر القصف المنتظم على البصرة خلال هذه الفترة.

### الاستهداف
أعلنت الولايات المتحدة أن البصرة ستكون من أولى أهداف الحرب.
صرّح متحدثون باسم الجيش الأمريكي لوسائل الإعلام أن سكان البصرة الشيعة سيرحبون بالقوات الغازية وسينتفضون ضد صدام حسين. وقد لعب هذا الادعاء دورًا في الحملة الدعائية التي نفذتها حكومتا الولايات المتحدة والمملكة المتحدة لكسب تأييد الرأي العام للحرب.
قال المؤرخ العسكري الأمريكي ريموند كالهان: "من بين المدن العراقية، ستكون البصرة واحدة من التي ستسقط سريعًا وستقدم نتائج فوتوغرافية فورية."
وقال العقيد كريستوفر لانغتون من المعهد الدولي للدراسات الاستراتيجية: "البصرة هدف رئيسي. ستبعث برسالة واضحة للنظام—لقد سيطرنا على مركزك النفطي والتجاري."

### الاقتراب

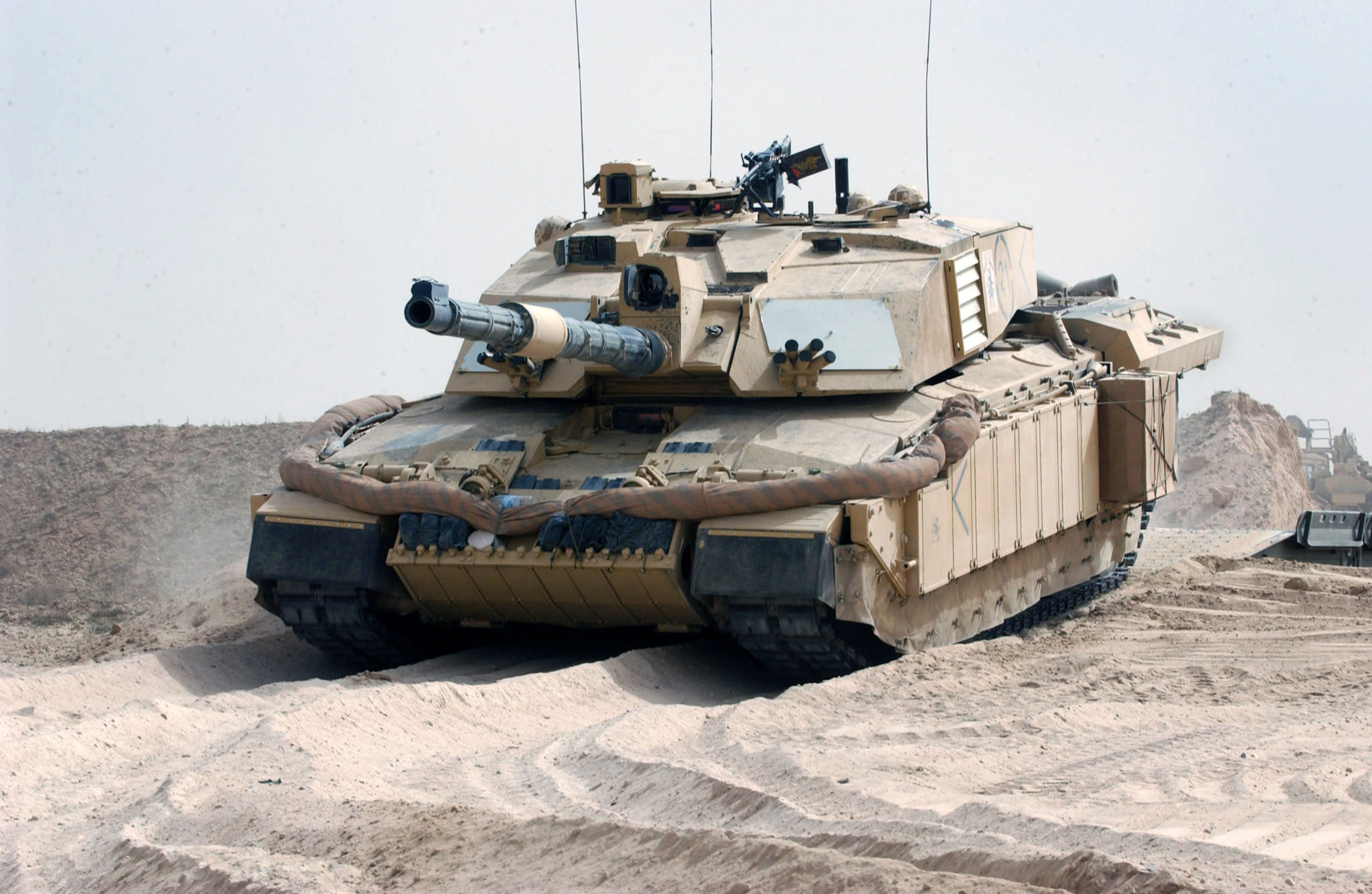
دبابة تشالنجر 2 تعبر إلى داخل العراق، 21 مارس 2003.

دخلت القوات الأمريكية والبريطانية إلى العراق من الكويت في 19 مارس (20 مارس بالتوقيت العالمي)، واقتربت من البصرة عبر الطريق الذي اشتهر سابقًا باسم "طريق الموت" خلال حرب الخليج. وتقدمت القوات الغازية ببطء على الطريق، مما أدى إلى ازدحام مروري للمركبات العسكرية.
وقعت أولى المعارك المعلنة للغزو على الحقول النفطية والساحل القريب من البصرة.
وكانت بعض الحرائق قد اشتعلت بالفعل في الحقول النفطية. وشوهدت ثلاث حرائق من الحدود الكويتية. وألقى وزير الدفاع الأمريكي دونالد رامسفيلد باللوم على صدام حسين، قائلًا: "من الجرائم أن يقوم هذا النظام بتدمير ثروات الشعب العراقي."
كان الهدف الفوري لقوات التحالف هو السيطرة على البصرة وحقل الرميلة النفطي المجاور. وبحلول 22 مارس، كانت قوات المارينز الأمريكية قد سيطرت على الحقل النفطي.
ألقت الطائرات منشورات على البصرة تدعو الجنود العراقيين إلى الاستسلام؛ وقد استسلم بعضهم بالفعل.
في 23 مارس، أُسر جنديان من المهندسين الملكيين (الجندي لوقا ألسوب والرقيب سيمون كولينجورث) من الفوج 33 في كمين نفذه مقاتلو الفدائيين على أطراف البصرة؛ وتم قتلهما لاحقًا.
في 24 مارس، قُتل العريف باري ستيفن من الكتيبة الأولى، فوج بلاك ووتش، بعد انفجار قذيفة RPG قرب مركبته المدرعة خلال عملية قرب الزبير، قرب البصرة.
في 25 مارس، تعرضت دبابة تشالنجر 2 لنيران صديقة من دبابة بريطانية أخرى خارج البصرة، مما أدى إلى مقتل جنديين بريطانيين (العريف ستيفن جون ألبت والجندي جيفري كلارك).
في 27 مارس، شاركت 12 دبابة تشالنجر 2 من السرب C، الحرس الملكي الاسكتلندي، في دعم تقدم الكوماندوز 40 من الفاو إلى البصرة، واشتبكت ودمرت 14 دبابة T-55 عراقية. كما خاض أفراد من الكوماندوز 40 اشتباكات قصيرة مع مقاتلي الفدائيين، وتعرضوا لنيران من قوات حرس الحدود الإيرانية.

## الحصار
واجهت القوات المتحالفة مقاومة غير متوقعة في البصرة والمناطق المحيطة بها. بعد عدة أيام من القتال، تحركت معظم القوات الأمريكية الغازية شمالًا، تاركة البصرة تحت حصار استمر عدة أسابيع بقيادة البريطانيين، الذين كانوا يعتبرون أكثر قدرة بسبب خبراتهم السابقة في العراق وأيرلندا الشمالية.  تم إرسال عدد قليل من أعضاء فرقة "D" من القوات الخاصة البريطانية (SAS) إلى جنوب العراق لدعم التقدم المتحالف نحو البصرة، حيث تسللت هذه المجموعة إلى المدينة ونفذت ضربات ضد القيادة الموالية لحزب البعث.

### الأزمة الإنسانية
أصبح الماء والكهرباء نادرين بعد تدمير معظم بنية البصرة التحتية للكهرباء في 21 مارس. في 24 مارس، أعلنت اللجنة الدولية للصليب الأحمر أن 60% من سكان البصرة قد تم قطعهم عن الماء الصالح للشرب، وحذرت من أزمة إنسانية قادمة. أفادت قناة الجزيرة في 27 مارس أن القوات الأمريكية البريطانية قد قامت بقطع إمدادات المياه إلى المدينة، وكانت تمنع الصليب الأحمر من استعادة الوصول.
قال نائب وزير الدفاع الأمريكي بول وولفويتز في 31 مارس:
يبدو أن هناك مشكلة في المياه في البصرة ولكن يجب أن يكون من الواضح جدًا أنها ليست بسبب أي شيء فعلناه. لم يتم قصف البصرة. يبدو أن الأمر يتعلق بشيء فعله النظام. الصليب الأحمر كان هناك وأُخبرنا أنه تم استعادة 70% من إمدادات المياه. الكويتيون يضعون أنبوبًا إلى الحدود مع المياه ونحن سننقلها إلى المدينة.

تم اتخاذ العديد من الإجراءات وتعاون الصليب الأحمر والمهندسون الملكيون البريطانيون لضمان استمرار الإمدادات حتى لو كانت قد انخفضت لفترة من الزمن.
ادعى تقرير مركز الحقوق الاقتصادية والاجتماعية أن "الحصار الأمريكي-البريطاني حرم مليون نسمة من الوصول إلى مياه الشرب الآمنة لمدة تقارب أسبوعين". في حين حذر مسؤولو اليونيسف من أن "هناك 100,000 طفل في البصرة مهددون بالحمى الشديدة والموت بسبب توقف محطة معالجة المياه".
قال المتحدثون باسم القوات المتحالفة أن شحنات الإغاثة الإنسانية كانت قريبة ومتوفره، لكن لم يكن من الممكن نقلها أو توزيعها على المدينة بعد.
نسب المهندسون البريطانيون النقص في الإمدادات إلى السلب والنهب والتدهور طويل الأمد للبنية التحتية.

### القصف الجوي
استخدمت القوات الغازية (بما في ذلك القوات الجوية الملكية الأسترالية) القصف والحرب النفسية خلال الحصار.
في 5 أبريل، استهدفت القاذفات الأمريكية منطقة السكن في منطقة الطوايسي وسط البصرة - حيث كان يعتقد أن علي حسن المجيد (المعروف باسم "علي كيمياوي") موجودًا. لم يكن المجيد موجودًا، لكن قُتل 17 مدنيًا من جراء واحدة من قنبلتين موجهتين بالليزر من زنة 500 رطل ألقيت من قبل الطائرات الأمريكية.

### القنابل العنقودية
تسبب استخدام القنابل العنقودية في القلق الإنساني لأنها يمكن أن تترك "قنابل صغيرة" غير متفجرة والتي، مثل الألغام الأرضية، تشكل تهديدًا مستمرًا للمدنيين. لم تعترف المملكة المتحدة باستخدام القنابل العنقودية إلا في 3 أبريل، حيث صرحت بأنها لم تستخدم هذه القنابل بالقرب من التجمعات السكانية المدنية الكثيفة. صرح العقيد كريس فيرنون: "نحن لا نستخدم الذخائر العنقودية، لأسباب واضحة تتعلق بالأضرار الجانبية، في المناطق السكنية حول البصرة." في 7 أبريل، قال وزير الدفاع البريطاني جيف هون إنه كان "واثقًا من أن التوازن الصحيح [تم] تحقيقه" بين تجنب إصابات المدنيين وحماية القوات المتحالفة.
في 28 مايو، قالت بريطانيا إنها استخدمت القنابل العنقودية في البصرة. وفقًا لوزير شؤون القوات المسلحة آدم إنغرام: "قلنا إنها ستكون موجهة إلى أهداف عسكرية محددة. كانت هناك قوات، وكان هناك معدات في وحول المناطق المبنية، لذلك تم استخدامها حسب الحاجة لتدمير التهديد ضد قواتنا." اعترف إنغرام باستخدام أكثر من 2000 قنبلة عنقودية في البصرة. كانت هذه القنابل أساسًا قذائف مدفعية من طراز L20A1، أُطلقت من الأرض—وكل منها يحتوي على 49 قنبلة صغيرة. تم إطلاق حوالي 102,900 قنبلة فردية. وفقًا لوزارة الدفاع البريطانية، فإن 2% من هذه القنابل (حوالي 2050) كانت "خاملة" ولم تنفجر على الفور.
تسببت القنابل العنقودية البريطانية في "عشرات" من إصابات المدنيين في البصرة خلال الأيام الأولى من المعركة. أفادت "هيومن رايتس ووتش":
تسببت القوات البريطانية في عشرات الإصابات بين المدنيين عندما استخدمت الذخائر العنقودية الأرضية في وحول البصرة. كانت ثلاث مناطق في الجزء الجنوبي من المدينة متأثرة بشكل خاص. في الساعة الثانية عشرة ظهرًا من 23 مارس، ضربت قنبلة عنقودية حي المهندسين الكبرى بينما كان عباس كاظم، البالغ من العمر 13 عامًا، يخرج القمامة. تعرض لإصابات شديدة في أمعائه وكبده، وكانت هناك شظايا لم يمكن إزالتها استقرت بالقرب من قلبه. في 4 مايو، كان لا يزال في مستشفى الجمهورية في البصرة. بعد ثلاث ساعات، تم إغراق حي المشراق الجديد بشظايا القنابل العنقودية على بعد حوالي 2.5 كيلومتر شمال شرق الحي. كان إياد جاسم إبراهيم، البالغ من العمر 26 عامًا، نائمًا في غرفة الاستقبال في منزله عندما تسببت شظايا في فقدانه للوعي. مات لاحقًا في غرفة العمليات. تعرض عشرة من أفراد أسرته الذين كانوا نائمين في أماكن أخرى من المنزل لإصابات بشظايا. عبر الشارع، أصيب ثلاثة أطفال بشظايا من الهجوم.
كما ترك الهجوم قنابل غير منفجرة متناثرة في البصرة. أصيب بعض الأطفال الذين قاموا برفعها. أصيب آخرون من الجنود البريطانيين الذين تم تكليفهم بتنظيفها.
كما أصيب أطفال آخرون بشظايا من "القنابل الخاملة" التي أطلقتها القوات العراقية.
نفذت الهندسة الملكية البريطانية عملية للبحث عن وإزالة أي قنابل خاملة على مدار عدة أسابيع. كانت هذه العملية فعالة.

### الألغام الأرضية
استخدمت القوات العسكرية العراقية ألغامًا مضادة للأفراد والمركبات لعرقلة تقدم التحالف وتعزيز المواقع الحضرية. تسببت هذه الألغام في إصابات مدنية وعسكرية.

### اليورانيوم المنضب
استخدمت القوات الأمريكية والبريطانية الذخائر المصنوعة من اليورانيوم المنضب أثناء المعركة.
اعترض مسؤولو البصرة على استخدام هذه الأسلحة، قائلين إن اليورانيوم المنضب المستخدم في حرب الخليج 1991 كان مسؤولًا عن التشوهات الخلقية والسرطان بين سكان المدينة. ردَّ مدير الذخائر الأمريكي، العقيد جيمس نوغتون، على هذه المخاوف قائلاً إن العراق قد بالغ في هذه الادعاءات لتجنب القتال ضد هذا السلاح:
العراقيون يخبروننا بأشياء فظيعة حدثت لشعبهم بسبب استخدامها في المرة الماضية. لماذا يريدون أن تختفي؟ يريدونها أن تختفي لأننا هزمناهم بشكل قاسي، حسنًا؟

### حادثة "النيران الصديقة"
في 28 مارس 2003، هاجم طيار أمريكي طائرة A-10 Thunderbolt عن طريق الخطأ ودمر سيارتي استطلاع من طراز Scimitar تابعة للقوات البريطانية في حادثة "النيران الصديقة". قُتل جندي بريطاني وأصيب العديد من الجنود. أثار هذا الحادث جدلاً في الإعلام البريطاني، وتم الحكم لاحقًا على الحادثة بأنها "قتل غير قانوني".

### أحداث أخرى
في 24 مارس، كانت هناك تقارير عن ثورة كبيرة ضد حكم البعث في المدينة، لكن تم قمعها بواسطة الحرس الجمهوري وميليشيا حزب البعث؛ الذين كانوا تحت قيادة علي حسن المجيد (المعروف باسم "علي كيمياوي").
قاتل المظليون البريطانيون ضد شركتين من المشاة العراقيين في حقول النفط الرميلة، مما أسفر عن مقتل أو إصابة حوالي 200 شخص. استدعى "البارا" الدعم الجوي القريب من طائرات هارير البريطانية وطائرات A10 الأمريكية "دبابات الطائرات" خلال المعركة.

## غزو البصرة

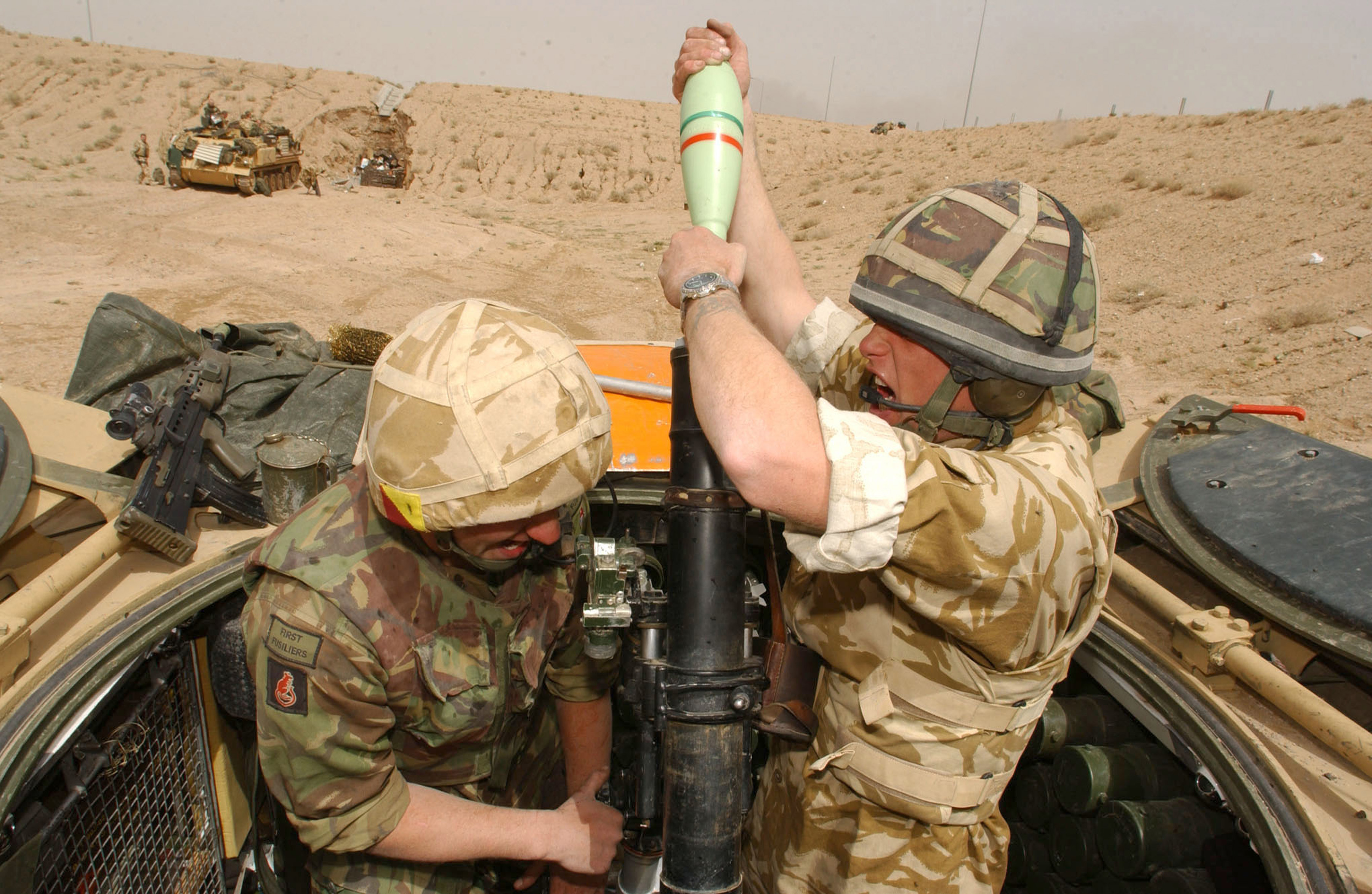
جنود بريطانيون يقصفون مواقع للجيش العراقي بقذائف هاون عيار 81 ملم جنوب البصرة، 26 مارس 2003.

في 24 مارس 2003، قدم السرب الجوي البحري 847 قدرات نقل وهجوم للقوات البرية أثناء انتشاره في معسكر فايكنغ، الكويت. استخدم السرب مروحيات ويستلاند غازيل وويستلاند لينكس AH.7 للاستطلاع والنقل/الهجوم على التوالي. وخلال 11 يوماً، دمّر السرب 43 هدفًا في جنوب البصرة دون خسائر.
أعلن المتحدثون العسكريون الأمريكيون أن القوات البريطانية ستنفذ غارات من نوع "اضرب واهرب" ضد الموالين لصدام. وبدأ البريطانيون باستخدام الدبابات في السيطرة على المباني ومناطق الأكواخ في أطراف المدينة. في 27 مارس، شنّت الفرقة الاستطلاعية للواء الكوماندوز الثالث غارتين على ضاحية أبو الخصيب في البصرة بدعم من الأسلحة الثقيلة، بعد أن أكدت هجمات استطلاعية من السرية D، الكوماندوز 40، أن المنطقة محصنة جيدًا. كان الهدف من الغارات إرباك العراقيين واختبار دفاعاتهم وقدرتهم على التعزيز.
في 30 مارس، نفذت القوات البريطانية جنوب البصرة عملية جيمس بهدف السيطرة على ضاحية أبو الخصيب. لم تكن هذه العملية هجومًا رئيسيًا على المدينة، لكنها كانت تهدف للضغط على القوات العراقية في المنطقة. وأثناء تقدم السرايا A وB وD من الكوماندوز 40، ومجموعة الدعم المناور، كانت مدرعات سميتر من السرب C، الحرس الملكي الويلزي، تغطي التقدم وتطلق النار على مواقع المسلحين العراقيين. استولى فريق الاستطلاع على الجسر فوق الممر المائي الذي يفصل الضاحية عن المدينة والقرى الشرقية المجاورة بعد اشتباك مع 20–30 جنديًا عراقيًا قُتل بعضهم بينما فرّ الباقون. تم دعم التقدم بنيران الهاون والمدفعية والبحرية، في حين قصفت القوات العراقية القوات البريطانية بالهاونات. أُصيب عدد من جنود البحرية البريطانية أثناء التقدم وسط مقاومة متفرقة من القوات العراقية والميليشيات. وانضمت سرية من دبابات تشالنجر 2 من الحرس الملكي الاسكتلندي إلى الهجوم ودمرت مركبات مدرعة عراقية من طراز تي-55 وغيرها. وأُصيبت إحدى الدبابات البريطانية بعدة قذائف RPG. وبحلول 31 مارس، تم تأمين الضاحية.

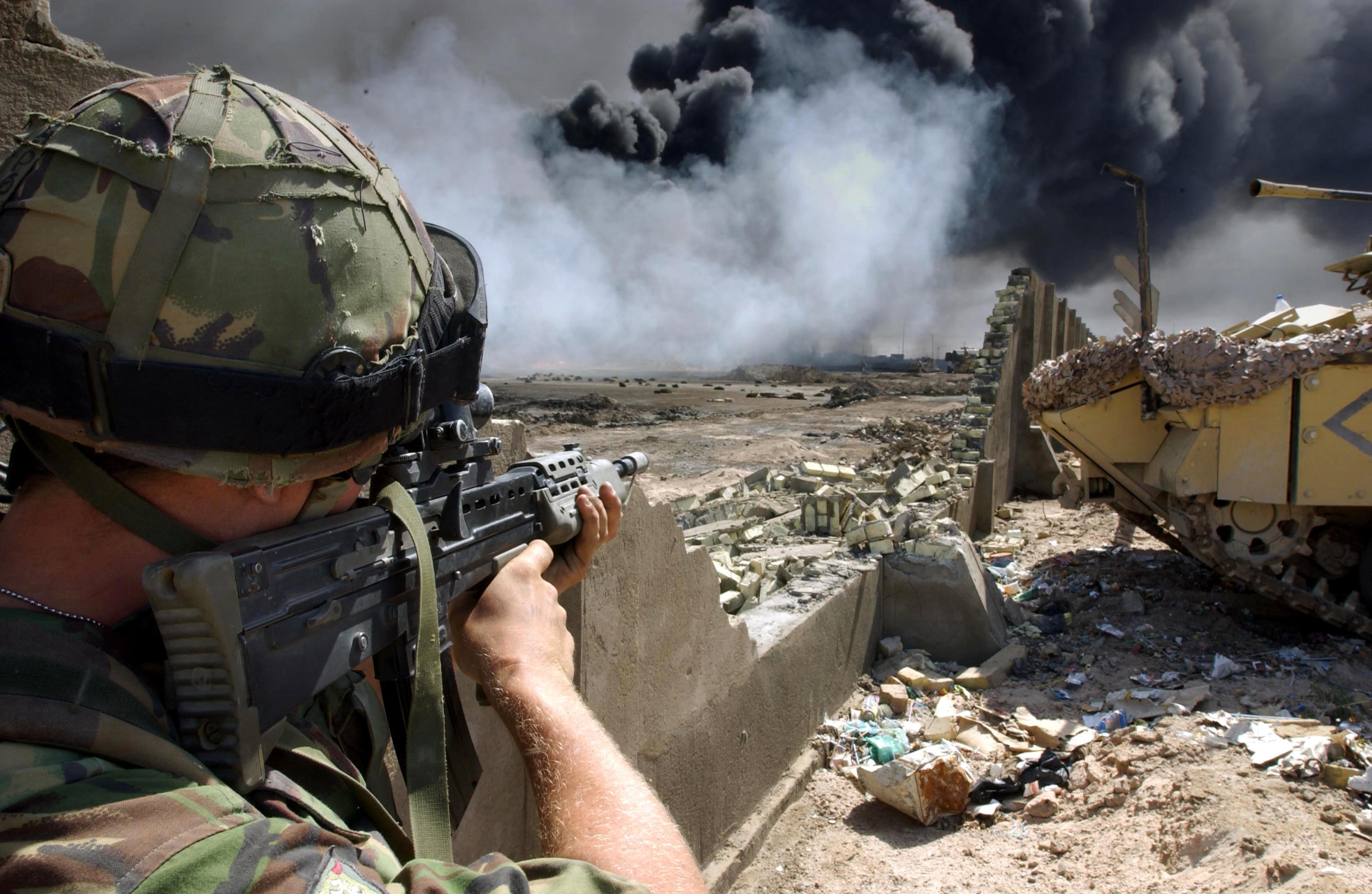
جندي بريطاني يحمي مهندسين أثناء إخماد حريق في بئر نفط بالبصرة، 3 أبريل 2003

في وقت لاحق، قامت كتيبة عراقية مؤلفة من 120 دبابة بمهاجمة اللواء المدرع السابع. وخلال المعركة تم أسر 300 جندي. وُصفت هذه المعركة بأنها أكبر معركة دبابات تخوضها القوات البريطانية منذ الحرب العالمية الثانية. وفي 26 مارس، أطلقت قوات الحرس الجمهوري دبّابات T-55 السوفيتية باتجاه البريطانيين، لكن دبابات تشالنجر 2 التابعة للحرس الملكي الاسكتلندي، والتي تتميز بمدافع عيار 120 ملم، تفوقت على مدى تلك الدبابات، مما أدى إلى تدمير 15 دبابة عراقية دون خسائر بريطانية.
وفي 6 أبريل، دخلت دبابات المشاة البريطانية المدرعة من اللواء المدرع السابع إلى وسط مدينة البصرة من الشمال بعد عدة غارات وقصف. دمرت القوات البريطانية مقر حزب البعث وواجهت مقاومة من جنود عراقيين ومقاتلي فدائيي صدام في منازل محصنة، مما أدى إلى مقتل ثلاثة جنود بريطانيين: الجنديان كريستوفر موزفورو وكيلان تورينغتون، والعريف إيان مالون. وسرعان ما اتضح انهيار الدفاعات العراقية، إذ تخلّى الجنود عن مواقعهم، وخاضت الكتيبة البريطانية معركة ضد أكثر من 300 من عناصر الميليشيا في كلية الآداب لثلاث ساعات، انتهت بتأمينها وتدمير العمود الفقري للمقاومة البعثية في المدينة.
في اليوم نفسه، 6 أبريل، هاجم الكوماندوز 42 المدينة من الجنوب بدعم من سرب دبابات تشالنجر IIs من فوج الدبابات الملكي الثاني، وفريق رصد مدفعي من بطارية 16، بدعم من بطارية الكوماندوز 8. وباغتت M كومباني المدافعين العراقيين وسيطرت على خمسة جسور. حاول سرب الاقتحام 539 من مشاة البحرية الملكية وفريق من القوات الخاصة البحرية الأمريكية دخول المدينة عبر نهر شط العرب، لكنهم واجهوا زوارق دورية إيرانية واضطروا للانسحاب. ومع اقتراب J كومباني من القصر الرئاسي، أسقطت طائرة هارير من قوات مشاة البحرية الأمريكية قنبلة زنة 1000 رطل على مجمع قريب، مما أجبر الحراس على الفرار، وتم الاستيلاء على القصر، الذي كان رمزاً لهيمنة حزب البعث على المدينة لأكثر من 20 عاماً. توجهت فرق القوات الخاصة الأمريكية لاحقاً إلى منزل "علي الكيميائي" للبحث عن أسلحة كيميائية مفترضة. بحلول صباح 6 أبريل، قررت القوات البريطانية، بعد غارات ناجحة باستخدام عربات ووريور المزودة بمدافع 30 ملم، التوغل داخل المدينة. وفي الساعة 11:00 صباحاً، دخلت القوات البريطانية المدينة. ورغم المقاومة العنيفة، لم تُسجل سوى ثلاث وفيات، وبحلول مساء 7 أبريل، كانت السيطرة الكاملة على مدينة البصرة في يد القوات البريطانية.
بعد نحو تسعة أيام من احتلال المدينة، احترقت مكتبة البصرة. إلا أن 70٪ من محتوياتها نُقلت مسبقًا إلى أماكن آمنة بقيادة أمينتها عالية محمد باقر.

## الاحتلال
في 7 أبريل، تحركت قوات فوج المظليين إلى المدينة القديمة، ولم تواجه سوى مقاومة محدودة.
وفي 20 أبريل، اجتمع سكان البصرة للاحتفال بمهرجان ديني شيعي لم يكن مسموحًا به في ظل حكم حزب البعث. وكان ذلك أول احتفال بالمناسبة منذ أكثر من 20 عامًا.
بحلول 23 أبريل 2003، كان النفط يتدفق عبر الأنابيب من منطقة البصرة. وخلال الأشهر التالية، أبلغت الولايات المتحدة عن أعمال تخريب استهدفت إنتاج ونقل النفط في المنطقة.
رحب الشيعة بشكل عام بالاحتلال. ومع ذلك، استمرت بعض الهجمات الصغيرة على القوات البريطانية حتى بعد سقوط البصرة، بما في ذلك إطلاق نار وأحيانًا هجمات بـ آر بي جي أو قذائف هاون على القواعد البحرية خلال الليل.
في 4 يوليو 2003، عُيِّن وائل عبد اللطيف حاكمًا مؤقتًا للبصرة.
في أغسطس، بدأت تظاهرات جماهيرية في البصرة، وتحولت أحيانًا إلى أعمال شغب. استخدم الجنود البريطانيون المدججون بمعدات مكافحة الشغب الرصاص المطاطي لتفريق الآلاف من المحتجين الذين كانوا يملؤون الشوارع ويرشقونهم بالحجارة.
وفي سبتمبر 2003، توفي بها موسى، وهو أحد سكان البصرة، أثناء احتجازه لدى القوات البريطانية. وكشفت تحقيقات لاحقة أن بعض الجنود البريطانيين استخدموا الأساليب الخمسة المحظورة ضد عدد من المحتجزين في المنطقة.
وفي أكتوبر 2003، شُكّلت أولى وحدات جيش المهدي في البصرة، وسرعان ما بدأت بتنفيذ هجمات محدودة ضد القوات البريطانية، كما مارست الترهيب ضد المدنيين المتعاونين مع قوات الاحتلال.

## ما بعد المعركة
تعرضت منظمة الصليب الأحمر لهجمات بالقنابل، مما دفعها إلى الانسحاب من البصرة في أكتوبر 2003، ما فاقم من المشاكل الصحية المستمرة. وفي 2 سبتمبر 2007، انسحب 550 جنديًا بريطانيًا متبقين في البصرة أخيرًا، وقد تم ذلك خلال الليل لتقليل خطر التعرض لهجوم مباغت.[بحاجة لمصدر]

### الذخائر غير المنفجرة
خلّفت المعركة ذخائر غير منفجرة ومخازن أسلحة في البصرة والمناطق المحيطة بها، مما شكّل خطرًا على الأطفال وغيرهم ممن قد يتسببون بانفجار عرضي.

### المشاكل الصحية
أظهرت تحقيقات لاحقة أن طائرات التحالف استخدمت معادن ثقيلة مثل الرصاص والزئبق، ما أدى إلى تسمم الأطفال المولودين في البصرة بعد عام 2003، وتسبب في بعض الحالات بتشوهات خلقية خطيرة.
أفادت دراسة في 2012 أن الأطفال المولودين في البصرة عام 2011 كانوا أكثر عرضة بـ17 مرة للتشوهات الخلقية مقارنةً بالأطفال المولودين عام 1995، وغالبًا ما شملت هذه التشوهات الجهاز العصبي المركزي.
ارتفعت معدلات الإصابة بـاللوكيميا بين الأطفال بشكل كبير. كما ارتفعت معدلات الإصابة بالسرطان بشكل عام.
وقد نُسب تفشي أمراض الطفولة والسرطان في جنوب العراق إلى استخدام قوات التحالف اليورانيوم المنضب عام 2003 وكذلك عام 1991. وتُعد منطقة البصرة الأعلى تركيزًا لمواقع التلوث بهذه الأسلحة.
كان الأطباء والعاملون في البيئة في البصرة قد بدأوا جهود إزالة التلوث منذ التسعينيات، ولكنها توقفت مع اندلاع الحرب مجددًا في 2003.
وتبقى الدراسات الوبائية نادرة، ولا يزال الغموض يكتنف الأسباب والحلول الممكنة للتدهور الصحي في البصرة. وقد وصف الأطباء والمسؤولون الحكوميون هذا الغموض بأنه مصدر للقلق والخوف وانعدام الثقة.
وقد طُلب من عمال التنظيف الذين عثروا لاحقًا على ذخائر من اليورانيوم المنضب ارتداء قفازات وأقنعة، ووضع الذخائر في الماء، وإغلاق الحاويات، وتسليمها إلى قاعدة عسكرية بريطانية قريبة. كما يُعد الخردة المعدنية الملوثة مصدرًا رئيسيًا آخر للتعرض المحتمل.
وفي وقت لاحق، أصدرت وزارة الدفاع البريطانية معلومات عن 51 موقعًا في محافظة البصرة استخدمت فيها ذخائر اليورانيوم المنضب.

## وصلات خارجية

### مقالات
- The Battle for Basra
- مجموعة الأزمات الدولية (ICG), “Where is Iraq Heading? Lessons from Basra”, Middle East Report 67, 25 June 2007.

### صور
- Civil unrest in September 2003